# Lista de países por produção de lítio
Esta é uma lista de países por produção de minério de lítio em 2019.
| Classificação | País      | 2018   | 2019   |
| ------------- | --------- | ------ | ------ |
| 1             | Austrália | 58.800 | 42.000 |
| 2             | Chile     | 17.000 | 18.000 |
| 3             | China     | 7.100  | 7.500  |
| 4             | Argentina | 6.400  | 6.400  |
| 5             | Zimbábue  | 1.600  | 1.600  |
| 6             | Portugal  | 800    | 1.200  |
| 7             | Brasil    | 300    | 300    |
| 8             | Namibia   | 500    |        |